# Phasmocera stimula
Phasmocera stimula är en stekelart som beskrevs av Trjapitzin 1972. Phasmocera stimula ingår i släktet Phasmocera och familjen sköldlussteklar.
Artens utbredningsområde är Uzbekistan. Inga underarter finns listade i Catalogue of Life.